# Kéréla
Kéréla is een gemeente (commune) in de regio Koulikoro in Mali. De gemeente telt 12.600 inwoners (2009).
De gemeente bestaat uit de volgende plaatsen:
- Dieba Dialakoro
- Diéro
- Dinguékoro
- Djambabougou Cissela
- Folonda
- Gontou
- Kéréla
- Kossa
- Monzomblena
- Nianéguébougou
- Sièro
- Sondo